# Sangaris lezamai
Sangaris lezamai är en skalbaggsart som beskrevs av Hovore 1998. Sangaris lezamai ingår i släktet Sangaris och familjen långhorningar.
Artens utbredningsområde är Costa Rica. Inga underarter finns listade i Catalogue of Life.